# Gymnodraco
Gymnodraco is een monotypisch geslacht van straalvinnige vissen uit de familie van Antarctische draakvissen (Bathydraconidae).

## Soort
- Gymnodraco acuticeps Boulenger, 1902